# Kakkerlakkendoders
De kakkerlakkendoders (Ampulicidae) zijn een familie van vliesvleugeligen (Hymenoptera). De familie bestaat uit ongeveer 200 soorten.

## Geslachten
- Ampulex Jurine, 1807
- Dolichurus